# Alliance (Alberta)
Alliance è un villaggio del Canada, situato nella provincia dell'Alberta, nella divisione No. 7.